# WakeMed Soccer Park
O WakeMed Soccer Park é um estádio de futebol localizado em Cary, no estado da Carolina do Norte, Estados Unidos. O local foi inaugurado no dia 4 de maio de 2002 e, desde então, se tornou uma das principais estruturas esportivas da região voltadas para futebol.
O estádio possui capacidade total para 10.000 pessoas e é a casa de duas equipes profissionais: o North Carolina FC, equipe masculina que disputa a liga USL Championship, uma das divisões do futebol profissional norte-americano, e o North Carolina Courage, equipe feminina que herdou o nome da equipe original da WUSA e atua atualmente na NWSL, a liga nacional de futebol feminino dos EUA.
Além dessas equipes, o WakeMed Soccer Park também recebe partidas das equipes masculina e feminina da North Carolina State University, conhecidas como NC State Wolfpack. Elas participam da NCAA (Associação Nacional Atlética Universitária), representando a Conferência Atlantic Coast (ACC).
O estádio também é sede de importantes eventos esportivos, como a NCAA College Cup, que é a fase final do campeonato nacional universitário, o ACC Soccer Championships, torneio da conferência ACC, e as finais da NCHSAA, campeonato estadual de futebol entre escolas da Carolina do Norte.
O complexo esportivo contém um campo de futebol com o nome "First Horizon Stadium", dois campos de treinamento com iluminação artificial e quatro campos adicionais. O estádio principal e os dois campos iluminados (2 & 3) têm tamanho com padrão FIFA e 10.000 assentos, enquanto o campo 2 tem capacidade para 1.000 espectadores.

## Construção
O WakeMed Soccer Park foi inaugurado em maio de 2002 com o nome de State Capital Soccer Park. O complexo esportivo está em uma área que o estado da Carolina do Norte cedeu ao condado de Wake County. A cidade de Cary assumiu a responsibilidade pela operação e manutenção em 2004 da Capital Area Soccer League. em 26 de janeiro de 2006, o conselho municipal de Cary anunciou uma emenda para permitir a cessão da propriedade à Triangle Professional Soccer, proprietária do time North Carolina Courage, até o ano de 2011, para a exclusividade em promover eventos profissionais de futebol e lacrosse.

### Expansão

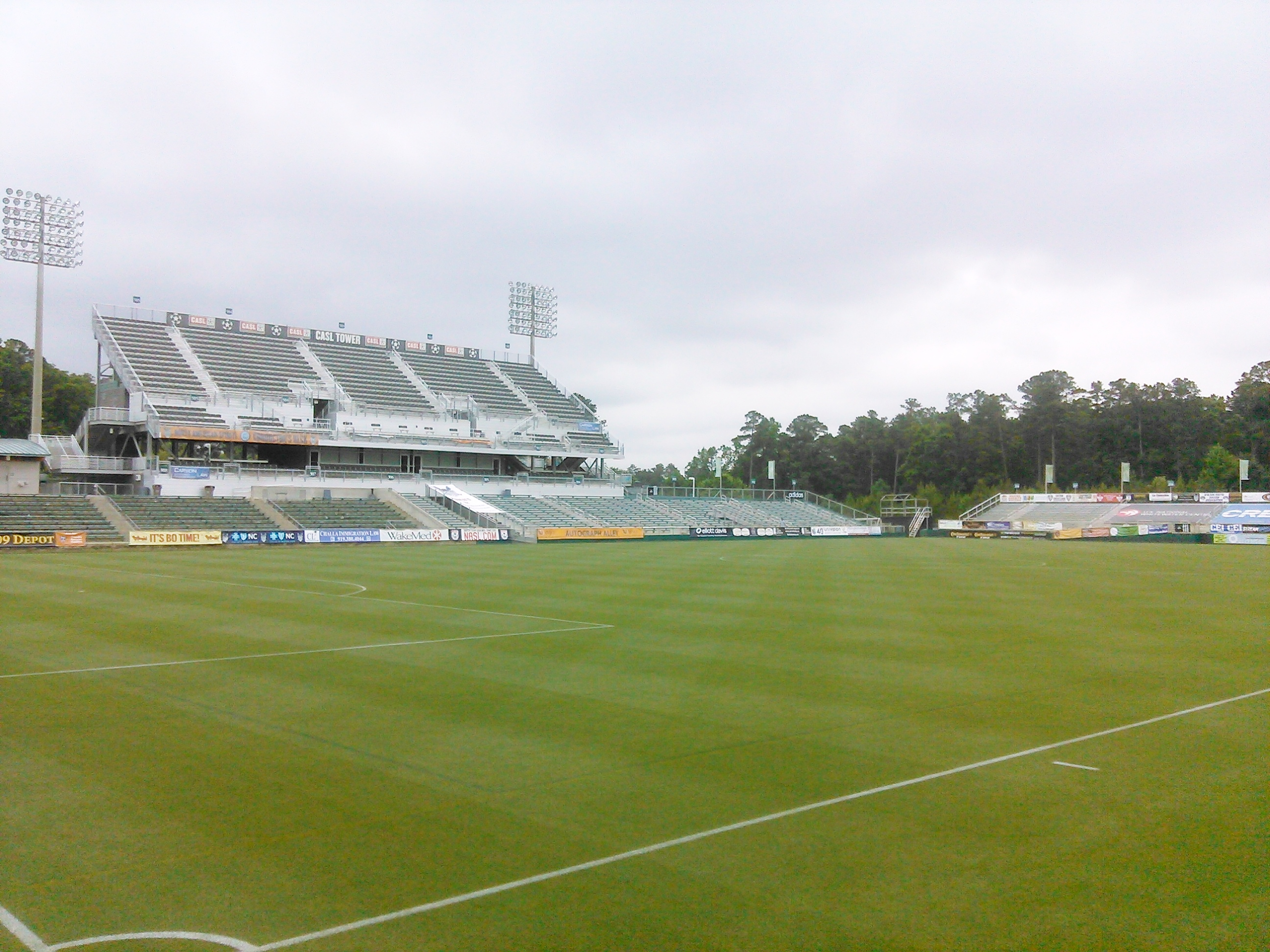
Setor leste do estádio após renovação em foto de 2014

Em novembro de 2011, a cidade de Cary iniciou um projeto de expansão do espaço com o custo de US$ 6.3 milhões. A expansão adicionou 3.000 assentos ao estádio, que possuía capacidade de 7.000 espectadores, sendo que 1.500 foram para o setor norte e os outros 1.500 para a arquibancada leste. 
Também foi construído um espaço de três andares destinado para banheiros, concessões e acesso ao terceiro nível de arquibancadas. Os vestiários foram realocados para o piso térreo, permitindo o acesso direto dos jogadores ao estádio pelo meio do campo.

## Naming rights
O Instituto SAS, uma empresa de sistemas da cidade de Cary, detinha um acordo de naming rights do complexo esportivo até 30 de junho de 2007, com a opção de extensão por três anos. Em 27 de setembro de 2007, o município anunciou o fim do vínculo e que a WakeMed Health & Hospitals adquiriu os direitos de nomear o espaço pelo valor de US$300,000 ao ano.
Em 1 de janeiro de 2008, o espaço recebeu o nome de WakeMed Soccer Park. Em 31 de março 2017, a Sahlen Packing Company anunciou o acordo de naming rights do estádio principal do complexo WakeMed Soccer Park, que ficou conhecido como "Sahlen's Stadium at WakeMed Soccer Park". A Sahlen pagou US$ 400.000 por cinco anos para ter direito ao patrocínio, com US$ 100.000 direcionados à cidade de Cary, enquanto o restante do valor foi remetido ao North Carolina Courage. Em 30 de abril de 2021, a WakeMed renovou o acordo até 2023. Em 18 de dezembro de 2024, o naming rights do estádio principal foi adquirido pelo First Horizon Bank, que o renomeou para "First Horizon Stadium at WakeMed Soccer Park".

## Eventos relevantes
- 2002 - Training Camp da Seleção Masculina de Futebol dos Estados Unidos Copa do Mundo FIFA de 2002
- 2002 - Women's Nike Cup 1st Round
- 2003 - WUSA All-Star Game
- 2003 -  NCAA Women's College Cup
- 2003 - ACC Soccer Championships
- 2004 - ACC Soccer Championships
- 2004 - NCAA Women's College Cup
- 2005 - ACC Soccer Championships
- 2005 - NCAA Men's College Cup
- 2006 - Rochester Rhinos Spring Combine and Training Camp
- 2006 - US men's soccer team v. Jamaica
- 2006 - US men's soccer team World Cup Training Camp
- 2006 - USL First Division All-Star Game (v. Sheffield Wednesday)
- 2006 - US women's soccer team v. Canada
- 2006 - State Games of North Carolina (soccer events, ceremonies)
- 2006 - ACC Women's Soccer Championships
- 2006 - NCAA Women's College Cup
- 2007 - El Salvador v. Honduras International Friendly
- 2007 - ACC Men's Soccer Championships
- 2007 - NCAA Men's College Cup
- 2008 - NCAA Women's College Cup
- 2008 - Major League Lacrosse Rochester Rattlers vs. Philadelphia Barrage
- 2009 - NCAA Men's College Cup
- 2009 - Panama vs. Honduras International Friendly
- 2010 - ACC Women's Soccer Championships
- 2010 - ACC Men's Soccer Championships
- 2010 - NCAA Women's College Cup
- 2011 - US women's soccer team v. Japan
- 2011 - US women's soccer team Training Camp
- 2013 - NCAA Women's College Cup
- 2014 - US women's soccer team v. Switzerland
- 2014 - NCAA Men's College Cup
- 2015 - NACRA Sevens Regional Olympic Qualifier
- 2015 - Raleigh Flyers (AUDL) Southern Division Playoffs
- 2016 - Carolina RailHawks v. West Ham United
- 2017 - North Carolina FC v. Atlas CF
- 2017 - North Carolina FC v. Swansea City
- 2017 - United States women's national soccer team v. South Korea
- 2018 - United States men's national soccer team v. Paraguay
- 2018 CONCACAF Women's Championship Group A
- 2018 -  NCAA Women's College Cup
- 2019 - North Carolina FC v. Club Necaxa
- 2019 Women's International Champions Cup
- 2019 - NWSL Championship
- 2019 - NCAA Men's College Cup (Georgetown University)
- 2020 - NCAA Men's College Cup (Marshall v. Indiana)
- 2022 - El Salvador v. Panama International Friendly
- The Soccer Tournament 2023
- 2023 NCAA Division I Women's Lacrosse Championship semifinals and final
- The Soccer Tournament 2024

## Eventos de cross-country
O estádio também é sede de diversos eventos de cross-country cross-country. Entre as atividades, estão eventos duplos, campeonatos interescolares, torneios da Região Centro-Oeste, e encontros do Time Nike Nacional Sudeste. O evento inicia e encerra atrás dos campos de treinamento e percorre todo o espaço do local. O WakeMed Soccer Park é conhecido por sediar bons tempos pessoais, mesmo com uma ladeira sinuosa que compõe o trajeto. O recorde de tempo da pista no percurso de 5 quilômetros é de 14:32.2, marcado por Brodey Hasty no Festival Cross-Country dos Estados Unidos de 2016.